# Karol Franciszek Le Gué
Karol Franciszek Le Gué SJ, (fra.) Charles-François le Gué (ur. 6 października 1724 w Rennes, zm. 2 września 1792 w Paryżu) – błogosławiony Kościoła katolickiego, męczennik, ofiara antykatolickich prześladowań okresu rewolucji francuskiej.
28 grudnia 1741 wstąpił do Towarzystwa Jezusowego w Paryżu. Po ukończeniu kolegium podjął studia teologiczne. Po otrzymaniu święceń kapłańskich został prefektem w szkole Louis le Grand. Po kasacie zakonu został kaznodzieją w diecezji paryskiej, gdzie między innymi w 1783 roku był rekolekcjonistą w okresie Wielkiego postu na dworze królewskim w Wersalu. Był jednym z współzałożycieli zgromadzenia Towarzystwa Najświętszego Serca Jezusa. W okresie gdy w rewolucyjnej Francji nasiliło się prześladowanie katolików w 1791 roku, odmówił złożenia przysięgi na cywilną konstytucję kleru. Protestował przeciwko fanatyzmowi z jakim prześladowano katolików. Aresztowany 10 sierpnia 1792 i przewieziony do klasztoru karmelitów, był jedną z około 114 ofiar rzezi jako jeden z 14 jezuitów, którzy tam zginęli 2 września.
Był jedną z ofiar tak zwanych masakr wrześniowych, w których zginęło 300 duchownych i jednym z 23 zamordowanych jezuitów, ofiar nienawiści do wiary (łac) odium fidei.
Dzienna rocznica śmierci jest dniem kiedy wspominany jest w Kościele katolickim, a jezuici także wspominają go także 19 stycznia.
Karol Franciszek Le Gué znalazł się w grupie 191 męczenników z Paryża beatyfikowanych przez papieża Piusa XI 17 października 1926.